# ناويا شيغا
ناويا شيغا (باليابانية:志賀 直哉  ولد 20 فبراير 1883 - 21 أكتوبر 1971) روائي ياباني وكاتب قصصي نشط خلال فترات تايشو وشوا في اليابان.

## النشأة
[بحاجة لمصدر]ولد شيغا في مدينة إيشينوماكي في محافظة مياغي. والده هو ابن ساموراي خدم فينطاق سوما, خلال فترة إيدو, كان محاسباً ناجحاً. عائلته إنتقلت إلى طوكيو عندما كان شيغا بعمر الثلاث سنوات, كي يعيش مع جدة, الذي لعب دوراً كبيراً في تنشئته. والدة شيغا توفيت عندما كان بعمر الثالثة عشر ووالده تزوج مجدداً خلال وقت ليس ببعيد.  

## أعماله المترجمة
- McClellan, Edwin, A Dark Night's Passing, Tokyo: Kodansha International Ltd, 1976. (ردمك 0-87011-279-1)
- Dunlop, Lane, The Paper Door and Other Stories by Shiga Naoya, San Francisco: North Point, 1987. (ردمك 0-86547-419-2)

## وصلات خارجية
- ناويا شيغا على موقع الموسوعة البريطانية (الإنجليزية)

- Shiga Naoya's former residence in Nara
- National Diet Library biography
- Prominent people of Minato City
- Shiga Naoya’s former residence in Onomichi
- J'Lit | Authors : Naoya Shiga | Books from Japan (بالإنجليزية)